# 米子北高等学校
米子北高等学校（よなごきたこうとうがっこう）は、鳥取県米子市米原六丁目にある私立高等学校。

## 沿革
- 1958年 - 米子市錦町にて開校
- 1959年 - 現校地に移転
- 1961年 - 商業科設置
- 1965年 - 衛生看護科設置
- 1973年 - 専攻科設置
- 1981年 - 商業科募集停止
- 1994年 - 専攻科募集停止
- 2001年 - 衛生看護専攻科設置
- 2002年 - 看護科(5年一貫看護師養成課程)設置

## 学科
- 全日制
  - 普通科
  - 看護科(5年制)

## 部活動
サッカー部は県内屈指の強豪校として知られる。バドミントン、ソフトテニス、スキー、ラグビー（現在は廃部）、吹奏楽などに全国大会に出場経験がある。
特にサッカー部は2009年の全国高校総体で準優勝し一躍有名になった。さらに鳥取県サッカー選手権（天皇杯全日本サッカー選手権大会鳥取県予選）を2010年大会・2011年大会にて勝ち抜き、天皇杯に出場している。
野球部は2015年3月に開催された第87回選抜高等学校野球大会へ出場した。

## 姉妹校
- 学校法人翔英学園
  - 米子北斗中学校・高等学校
  - みずほ幼稚園
  - 東みずほ幼稚園

## 著名な出身者
- 奥田美和子（歌手）中退
- 山口宏（脚本家）
- 吉田麻子（声優）
- 鴨居長太郎（プロボクサー・プロレスラー）
- 山本大稀（サッカー選手:鳥取-栃木-A京都-和歌山-刈谷-WYVERN）現役
- 昌子源（サッカー選手:鹿島-トゥールーズ-G大阪-鹿島-町田)現役
- 谷尾昂也（サッカー選手:川崎-鳥取-V市原-松江-福井-八戸-鳥取-しまね-V市原）現役
- 加藤潤也（サッカー選手:鳥取-群馬）現役
- 松浦尚人（サッカー選手:V大分）関西福祉大学コーチ
- 森本大貴（サッカー選手:松本-相模原-FCマルヤス岡崎-藤枝-FCバレイン下関）現役
- 馬場琢未（サッカー選手:鳥取）現役
- 佐野海舟（サッカー選手:町田-鹿島-1.FSVマインツ05）現役
- 佐野航大（サッカー選手:岡山-NECナイメヘン、海舟の弟）現役
- 高橋祐翔（サッカー選手:大分-V大分-ヴェロスクロノス都農-大分）現役
- 武良竜也（競泳選手、2020年東京オリンピック競泳日本代表）
- 岡田大和（サッカー選手:札幌）現役